# World Poker Tour (4.ª temporada)
A quarta temporada da World Poker Tour (WPT) foi disputada entre os anos de 2005 e 2006 com dezesseis eventos.

## Resultados

### Mirage Poker Showdown
- Cassino: The Mirage, Las Vegas [1]
- Buy-in: $10,000
- Duração do evento: 13 a 26 de maio de 2005
- Número de participantes: 317
- Premiação total: $3,074,900
- Número de premiados: 27
- Mão vencedora: Q-Q

| Mesa final | Mesa final   | Mesa final |
| Pos.       | Nome         | Prêmio     |
| ---------- | ------------ | ---------- |
| 1º         | Gavin Smith  | $1,153,778 |
| 2º         | Ted Forrest  | $579,386   |
| 3º         | Chris Bell   | $289,693   |
| 4º         | Kido Pham    | $182,964   |
| 5º         | Eugene Todd  | $137,223   |
| 6º         | Mark Ellerbe | $106,729   |

### Grand Prix de Paris
- Cassino: Aviation Club de France, Paris [1]
- Buy-in: €10,000
- Duração do evento: 25 a 29 de julho de 2005
- Número de participantes: 160
- Premiação total: €1,520,000
- Número de premiados: 18

| Mesa final | Mesa final        | Mesa final          |
| Pos.       | Nome              | Prêmio              |
| ---------- | ----------------- | ------------------- |
| 1º         | Roland de Wolfe   | €479,680 ($574,419) |
| 2º         | Juha Helppi       | €254,830 ($305,160) |
| 3º         | Michel Zajdenberg | €179,880 ($215,407) |
| 4º         | Tim Anders        | €119,920 ($143,605) |
| 5º         | Curt Kohlberg     | €89,940 ($107,704)  |
| 6º         | Alan Goehring     | €74,950 ($89,753)   |

### Legends of Poker
- Cassino: Bicycle Cassino, Los Angeles [1]
- Buy-in: $5,000
- Duração do evento: 27 a 31 de agosto de 2005
- Número de participantes: 839
- Premiação total: $4,195,000
- Número de premiados: 72
- Mão vencedora: K♥ J♣

| Mesa final | Mesa final      | Mesa final |
| Pos.       | Nome            | Prêmio     |
| ---------- | --------------- | ---------- |
| 1º         | Alex Kahaner    | $1,150,900 |
| 2º         | Kenna James     | $588,210   |
| 3º         | Jake Minter     | $333,600   |
| 4º         | Tim Phan        | $291,900   |
| 5º         | Todd Phillips   | $250,200   |
| 6º         | Kevin O'Donnell | $208,500   |

### Borgata Poker Open
- Cassino: Borgata, Atlantic City [1]
- Buy-in: $10,000
- Duração do evento: 19 a 22 de setembro de 2005
- Número de participantes: 515
- Premiação total: $4,995,500
- Número de premiados: 45
- Mão vencedora: A♥ 9♣

| Mesa final | Mesa final      | Mesa final |
| Pos.       | Nome            | Prêmio     |
| ---------- | --------------- | ---------- |
| 1º         | Al Ardebili     | $1,498,650 |
| 2º         | Ricardo Festejo | $799,280   |
| 3º         | Kathy Liebert   | $427,115   |
| 4º         | John D'Agostino | $349,685   |
| 5º         | Robert Hwang    | $299,730   |
| 6º         | David Singer    | $249,775   |

### UltimateBet Aruba Poker Classic
- Cassino: Radisson Aruba Resort & Cassino, Palm Beach, Aruba [1]
- Buy-in: $5,000
- Duração do evento: 26 de setembro a 1 de outubro de 2005
- Número de participantes: 647
- Premiação total: $3,235,000
- Número de premiados: 125
- 'Mão vencedora: J♦ 3♦

| Mesa final | Mesa final      | Mesa final |
| Pos.       | Nome            | Prêmio     |
| ---------- | --------------- | ---------- |
| 1º         | Freddy Deeb     | $1,000,000 |
| 2º         | Josh Schlein    | $440,450   |
| 3º         | Johan Storåkers | $300,000   |
| 4º         | Devin Porter    | $200,000   |
| 5º         | Robert Border   | $150,000   |
| 6º         | Stacy Matuson   | $100,000   |

### Doyle Brunson North American Poker Championship
- Cassino: Bellagio, Las Vegas [1]
- Buy-in: $10,000
- Duração do evento: 18 a 21 de outubro de 2005
- Número de participantes: 420
- Premiação total: $4,074,000
- Número de premiados: 100
- Mão vencedora: J♣ 3♥

| Mesa final | Mesa final     | Mesa final |
| Pos.       | Nome           | Prêmio     |
| ---------- | -------------- | ---------- |
| 1º         | Minh Ly        | $1,060,050 |
| 2º         | Dan Harrington | $620,730   |
| 3º         | Gavin Smith    | $327,610   |
| 4º         | Don Zewin      | $189,630   |
| 5º         | Jan Sorensen   | $137,940   |
| 6º         | Tony Graº      | $96,560    |

### World Poker Finals
- Cassino: Foxwoods, Mashantucket, Connecticut [1]
- Buy-in: $10,000
- Duração do evento: 13 a 18 de novembro de 2005
- Número de participantes: 783
- Premiação total: $7,855,000
- Número de premiados: 120
- Mão vencedora: 9♠ 6♠

| Mesa final | Mesa final         | Mesa final |
| Pos.       | Nome               | Prêmio     |
| ---------- | ------------------ | ---------- |
| 1º         | Nick Schulman      | $2,167,500 |
| 2º         | Anthony Licastro   | $1,035,000 |
| 3º         | Bill Gazes         | $759,000   |
| 4º         | Allen Cunningham   | $483,000   |
| 5º         | Lyle Berman        | $345,000   |
| 6º         | Leonard Cortellino | $276,000   |

### Five Diamond World Poker Classic
- Cassino: Bellagio, Las Vegas [1]
- Buy-in: $15,000
- Duração do evento: 12 a 16 de dezembro de 2005
- Número de participantes: 555
- Premiação total: $8,075,250
- Número de premiados: 100
- Mão vencedora: 8♣ 8♠

| Mesa final | Mesa final      | Mesa final |
| Pos.       | Nome            | Prêmio     |
| ---------- | --------------- | ---------- |
| 1º         | Rehne Pedersen  | $2,078,185 |
| 2º         | Patrik Antonius | $1,046,470 |
| 3º         | Doyle Brunson   | $563,485   |
| 4º         | J.J. Liu        | $362,140   |
| 5º         | Darrell Dicken  | $241,495   |
| 6º         | Phil Laak       | $160,995   |

### PokerStars Caribbean Poker Adventure
- Cassino: Atlantis, Paradise Island [1]
- Buy-in: $7,800
- Duração do evento: 5 a 10 de janeiro de 2006
- Número de participantes: 724
- Premiação total: $5,477,700
- Número de premiados: 130
- Mão vencedora: Q♠ 10♣

| Mesa final | Mesa final         | Mesa final |
| Pos.       | Nome               | Prêmio     |
| ---------- | ------------------ | ---------- |
| 1º         | Steve Paul-Ambrose | $1,388,600 |
| 2º         | Brook Lyter        | $681,500   |
| 3º         | David Singer       | $436,200   |
| 4º         | Michael Higgins    | $327,100   |
| 5º         | Anders Henriksson  | $239,900   |
| 6º         | Aurangzeb Sheikh   | $177,200   |

### Gold Strike World Poker Open
- Cassino: Gold Strike Cassino Resort, Tunica [1]
- Buy-in: $10,000
- Duração do evento: 19 a 23 de janeiro de 2006
- Número de participantes: 327
- Premiação total: $3,171,900
- Número de premiados: 50
- Mão vencedora: A♠ Q♠

| Mesa final | Mesa final       | Mesa final |
| Pos.       | Nome             | Prêmio     |
| ---------- | ---------------- | ---------- |
| 1º         | Scotty Nguyen    | $969,421   |
| 2º         | Michael Mizrachi | $566,352   |
| 3º         | Raul Paez        | $298,908   |
| 4º         | Gavin Smith      | $173,052   |
| 5º         | An Tran          | $125,856   |
| 6º         | Bau Le           | $88,099    |

### Borgata Winter Poker Open
- Cassino: Borgata, Atlantic City [1]
- Buy-in: $10,000
- Duração do evento: 29 de janeiro a 1 de fevereiro de 2006
- Número de participantes: 381
- Premiação total: $3,695,700
- Número de premiados: 75
- Mão vencedora: J♥ 6♣

| Mesa final | Mesa final       | Mesa final |
| Pos.       | Nome             | Prêmio     |
| ---------- | ---------------- | ---------- |
| 1º         | Michael Mizrachi | $1,173,373 |
| 2º         | John D'Agostino  | $591,312   |
| 3º         | Erick Lindgren   | $282,721   |
| 4º         | Amnon Filippi    | $184,785   |
| 5º         | Josh Spiegelman  | $147,828   |
| 6º         | Stuart Paterson  | $110,871   |

### L.A. Poker Classic
- Cassino: Commerce Cassino, Los Angeles [1]
- Buy-in: $10,000
- Duração do evento: 16 a 21 de fevereiro de 2006
- Número de participantes: 692
- Premiação total: $6,643,200
- Número de premiados: 45
- Mão vencedora: K♦ 8♥

| Mesa final | Mesa final    | Mesa final |
| Pos.       | Nome          | Prêmio     |
| ---------- | ------------- | ---------- |
| 1º         | Alan Goehring | $2,391,550 |
| 2º         | Daniel Quach  | $1,162,560 |
| 3º         | Michael Woo   | $571,315   |
| 4º         | Steve Simmons | $338,803   |
| 5º         | J.C. Tran     | $265,728   |
| 6º         | Per Ummer     | $199,296   |

### Bay 101 Shooting Star
- Cassino: Bay 101, San José [1]
- Buy-in: $10,000
- Duração do evento: 27 de fevereiro a 3 de março 2006
- Número de participantes: 518
- Premiação total: $4,702,800
- Número de premiados: 45
- Mão vencedora: A♣ 7♣

| Mesa final | Mesa final      | Mesa final |
| Pos.       | Nome            | Prêmio     |
| ---------- | --------------- | ---------- |
| 1º         | Nam Le          | $1,198,300 |
| 2º         | Ravi Udayakumar | $629,500   |
| 3º         | Danny Smiº      | $340,000   |
| 4º         | David Williams  | $280,000   |
| 5º         | Fabrice Soulier | $240,000   |
| 6º         | Chad Brown      | $200,000   |

### World Poker Challenge
- Cassino: Reno Hilton, Reno [1]
- Buy-in: $5,000
- Duração do evento: 27 a 30 de março de 2006
- Número de participantes: 592
- Premiação total: $2,845,700
- Número de premiados: 36
- Mão vencedora: K♥ 4♣

| Mesa final | Mesa final       | Mesa final |
| Pos.       | Nome             | Prêmio     |
| ---------- | ---------------- | ---------- |
| 1º         | Mike Simon       | $1,052,890 |
| 2º         | Jason Stern      | $529,300   |
| 3º         | Tom Schneider    | $256,115   |
| 4º         | Greg Mueller     | $142,285   |
| 5º         | Jonas Norrman    | $113,830   |
| 6º         | Barry Greenstein | $85,370    |

### Foxwoods Poker Classic
- Cassino: Foxwoods, Mashantucket [1]
- Buy-in: $10,000
- Duração do evento: 6 a 9 de abril de 2006
- Número de participantes: 431
- Premiação total: $4,175,200
- Número de premiados: 40
- Mão vencedora: A♥ J♠

| Mesa final | Mesa final    | Mesa final |
| Pos.       | Nome          | Prêmio     |
| ---------- | ------------- | ---------- |
| 1º         | Victor Ramdin | $1,331,889 |
| 2º         | Alex Jacob    | $655,507   |
| 3º         | Edward Jordan | $417,520   |
| 4º         | Larry Klur    | $292,264   |
| 5º         | John Russell  | $208,760   |
| 6º         | Bruce Kater   | $167,008   |

### WPT Championship
- Cassino: Bellagio, Las Vegas [1]
- Buy-in: $25,000
- Duração do evento: 18 a 24 de abril de 2006
- Número de participantes: 605
- Premiação total: $14,671,250
- Número de premiados: 100
- Mão vencedora: 9-5

| Mesa final | Mesa final        | Mesa final |
| Pos.       | Nome              | Prêmio     |
| ---------- | ----------------- | ---------- |
| 1º         | Joe Bartholdi     | $3,760,165 |
| 2º         | Davidson Matthew  | $1,903,950 |
| 3º         | Roland de Wolfe   | $1,025,205 |
| 4º         | Claus Nielson     | $659,120   |
| 5º         | James Van Alstyne | $439,357   |
| 6º         | Men Nguyen        | $292,915   |